# Wapen van Diepenveen

Het wapen van Diepenveen

Het wapen van Diepenveen werd op 9 november 1898 per Koninklijk Besluit door de Hoge Raad van Adel aan de Overijsselse gemeente Diepenveen toegekend. Vanaf 1999 is het wapen niet langer als gemeentewapen in gebruik omdat de gemeente Diepenveen opging in de gemeente Deventer. In 1957 probeerde de gemeente het (heraldische) linkerdeel te laten vervallen, zodat alleen de adelaar zou overblijven. De Hoge Raad van Adel keurde dit niet goed omdat het sterk op die van Deventer zou lijken en bovendien niet onderscheidend genoeg zou zijn.

## Blazoenering
De blazoenering van het wapen luidt als volgt:
Gedeeld; I in goud een adelaar van sabel, getongd en geklauwd van keel, gekroond met de kroon van het Heilige Roomsche Rijk; II van goud omgekeerd gemanteld van sabel. Het schild omgeven door het randschrift GEMEENTEBESTUUR VAN DIEPENVEEN.
Op de tekening in het wapenregister is het in de beschrijving vermelde randschrift niet getekend. De heraldische kleuren in het wapen zijn goud (geel), sabel (zwart) en keel (rood).

## Verklaring

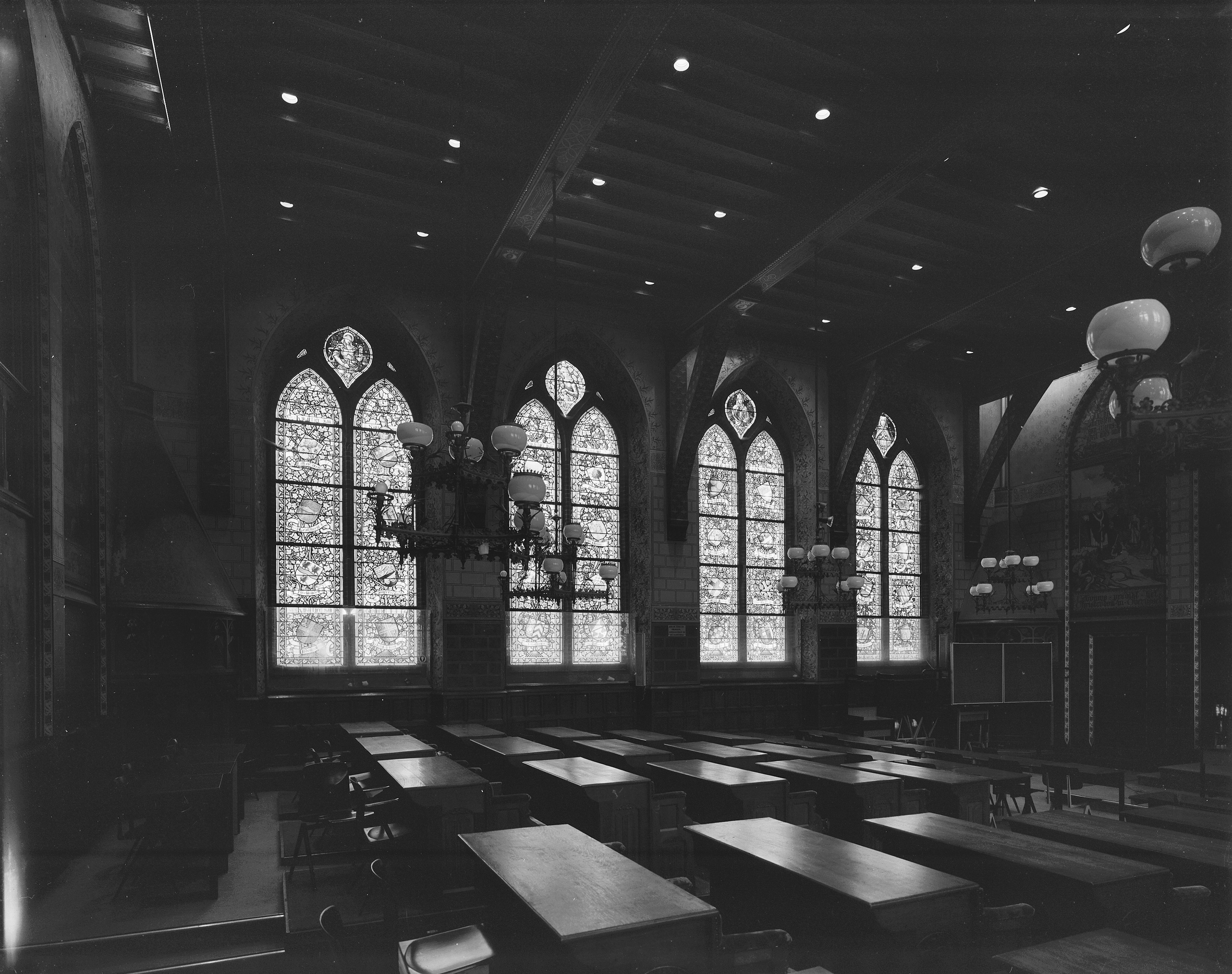
De glas in loodramen in het voormalige provinciehuis in Zwolle

De bouw van een nieuwe vergaderzaal voor de Staten van Overijssel eind 19e eeuw, waarin wapens van gemeenten opgenomen zouden worden in de ramen, leidde tot een (formele) aanvraag van een eigen wapen. Het wapen combineert het wapen van de stad Deventer (de adelaar) als bezitter van het ambtsgebied Colmschate, het vroegere Diepenveen en een gekeperd veld als herinnering aan het plaatselijke vrouwenklooster, begin 15e eeuw gesticht door volgelingen van de Moderne Devotie uit Deventer.. De (heraldische) linkerhelft van het wapen van Denekamp is eveneens een verwijzing naar het ambtsgebied Colmschate.

## Verwante wapens

wapen van Deventer
Het oude wapen van de gemeente Denekamp met randschrift voor 1978
Het wapen van Denekamp vanaf 1978